# UnitingCare Australia

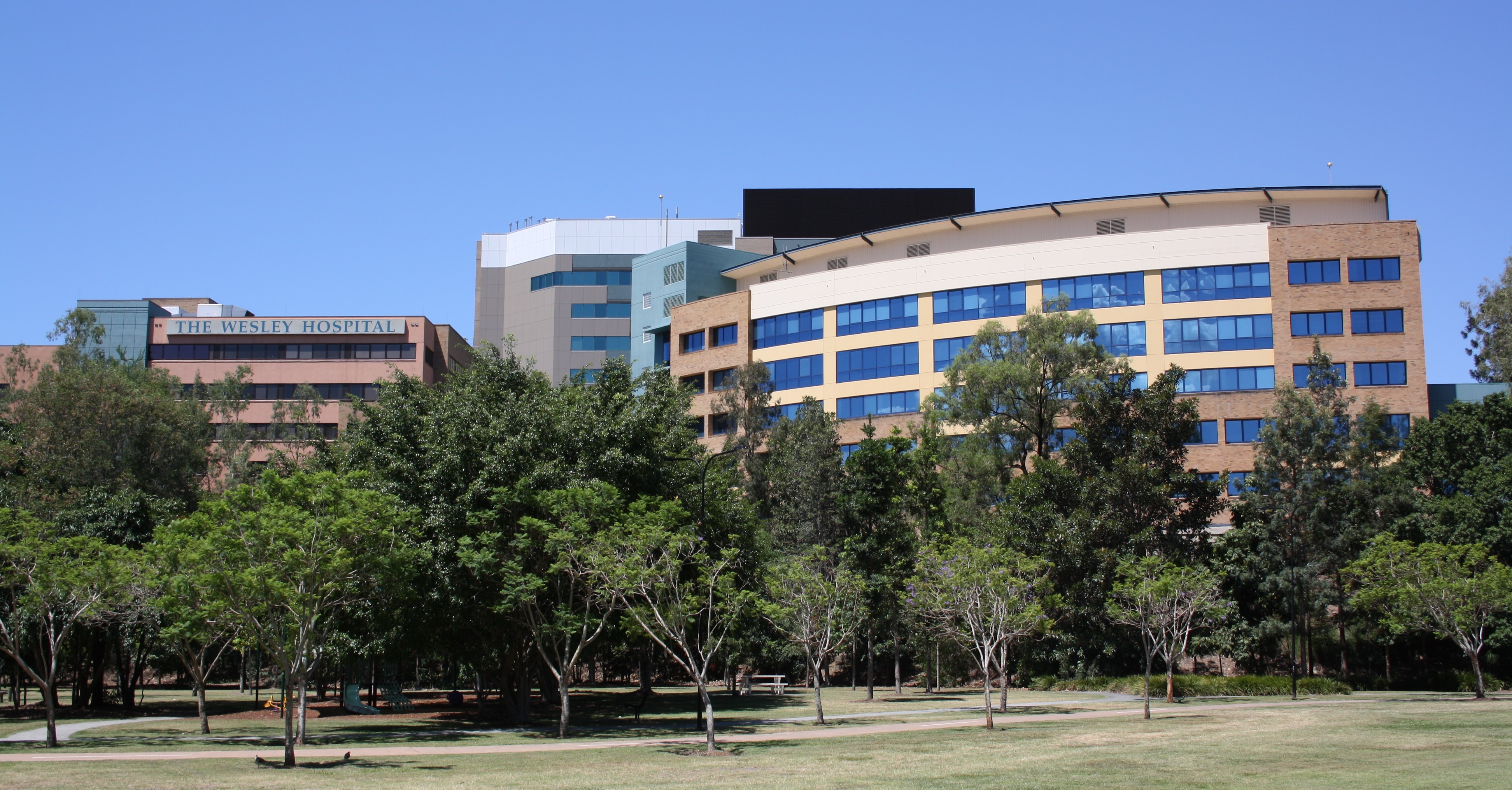
Wesley Hospital em Brisbane QLD, pertence e é operado pela UnitingCare Health.

A rede UnitingCare é uma das maiores redes prestadoras de serviços sociais na Austrália, apoiando 1,4 milhões de pessoas todos os anos em comunidades urbanas, rurais e remotas e apoiada por mais de 50.000 funcionários e 30.000 voluntários. É um órgão irmão da UnitingJustice Australia e da UnitingWorld. Todas são agências da Igreja Unida na Austrália.
Como parte da Igreja Unida da Austrália, a missão da UnitingCare é melhorar a saúde e o bem-estar dos indivíduos, famílias e comunidades.

## Rede UnitingCare
UnitingCare é uma marca sob a qual operam muitas agências de serviços comunitários da Igreja Unida, embora possam ser agências dos respectivos Sínodos ou entidades legais separadas.
A rede é uma das maiores redes não governamentais de provedores de serviços comunitários da Austrália, com mais de 1.600 locais em todo o país. A rede UnitingCare tem 40.000 funcionários e 30.000 voluntários a nível nacional e presta serviços a crianças, jovens e famílias, pessoas com deficiência e australianos mais velhos, em comunidades urbanas, rurais e remotas, incluindo cuidados residenciais e comunitários, cuidados infantis, prevenção de sem - abrigo e apoio, apoio familiar, violência doméstica e serviços para deficientes.
Exemplos de agências que não são da marca UnitingCare dentro da rede UnitingCare incluem Uniting NSW.ACT, Uniting WA, Juniper (WA), Somerville Community Services (NT) e Uniting Communities (SA). A rede também inclui a Uniting Missions Network, composta por 34 missões como as Missões Wesley em Queensland e NSW, e a Blue Care em Queensland .